# Auditório de Tenerife
O Auditório de Tenerife "Adán Martín", mais conhecido simplesmente como Auditório de Tenerife, foi projetado pelo arquiteto Santiago Calatrava Valls. Está localizado na Avenida da Constituição em Santa Cruz de Tenerife, capital das Ilhas Canárias (Espanha), na parte sul do porto de Santa Cruz de Tenerife, ao lado do Oceano Atlântico.
Seu perfil é considerado um símbolo da cidade de Santa Cruz e da ilha de Tenerife, sendo considerado o edifício mais moderno das Ilhas Canárias.  Em março de 2008 o edifício foi listado pelos correios, que emitiu seis selos com as obras mais emblemáticas da arquitetura espanhola. É uma das principais atrações turísticas de Tenerife.

## História
Em 1970, a sociedade insular exigiu a construção de um auditório para as Ilhas Canárias. Em 1977 foi aprovada a localização do edifício em El Ramonal e no ano seguinte foi lançado o concurso de ideias para o projeto. Inicialmente, o projeto foi atribuído ao arquiteto Antonio Fernández Alba. Mais tarde, em 1985, foi aprovada a nova localização do Auditório em El Chapatal.
Em 1987, apresentaram projetos os arquitetos Antonio Fernández Alba, Vicente Saavedra e Javier Díaz Llanos. Há uma mudança conceitual do tipo de construção e foi abandonado o projeto anterior. Em 1989 foram iniciados contatos com Santiago Calatrava Valls, que seria o arquiteto final.
Em 1991, foi apresentado publicamente o projeto localizado no final da Avenida Tres de Mayo na capital. Em 1996, foi aprovada a proposta para alterar o local para o Castelo de San Juan Bautista, localizado junto ao mar. A construção começou em 1997 e terminou em 2003, sendo inaugurada em 26 de setembro daquele ano com a presença de Felipe de Borbón, Príncipe das Astúrias.
O nome oficial do edifício foi modificado em 28 de janeiro de 2011, passando a ser denominado Auditório de Tenerife "Adán Martín", em honra ao Presidente as Ilhas Canárias, Adán Martín Menis, que morreu em 2010 e foi o promotor da construção do auditório. No entanto, a maioria das pessoas continuam nomeando o edifício Auditório de Tenerife.

## Na cultura popular
- No filme Rambo V: Last Blood da 2019, filmado em parte em Santa Cruz de Tenerife, existem várias sequências panorâmicas da cidade onde se destacam as Torres de Santa Cruz e o Auditório de Tenerife.[4]
- Parte do videoclipe da música Universo, com a qual o cantor Blas Cantó representou a Espanha no Eurovision 2020, foi filmada no Auditório.[5]
- O Auditorium foi usado como cenário de um dos episódios da série britânica Doctor Who, especificamente o episódio 12 chamado "Orphan 55", que foi ao ar em janeiro de 2020.[6]
- O prédio apareceu em How Did They Build That? (Como eles construíram isso?) do Smithsonian Channel, episódios de "Opera Houses" em 2021.
- Na série The One de 2021, eles rodaram várias cenas no Auditório, e também gravaram em um dos laboratórios da Universidade de La Laguna (ULL).[7]
- Na série Foundation de 2021, eles filmaram várias cenas pelo Auditório.[8]
- Na série espanhola Una vida menos en Canarias de 2024, aparecem o Auditório de Tenerife e vários outros locais emblemáticos de Santa Cruz de Tenerife e da ilha.

## Galeria de fotos

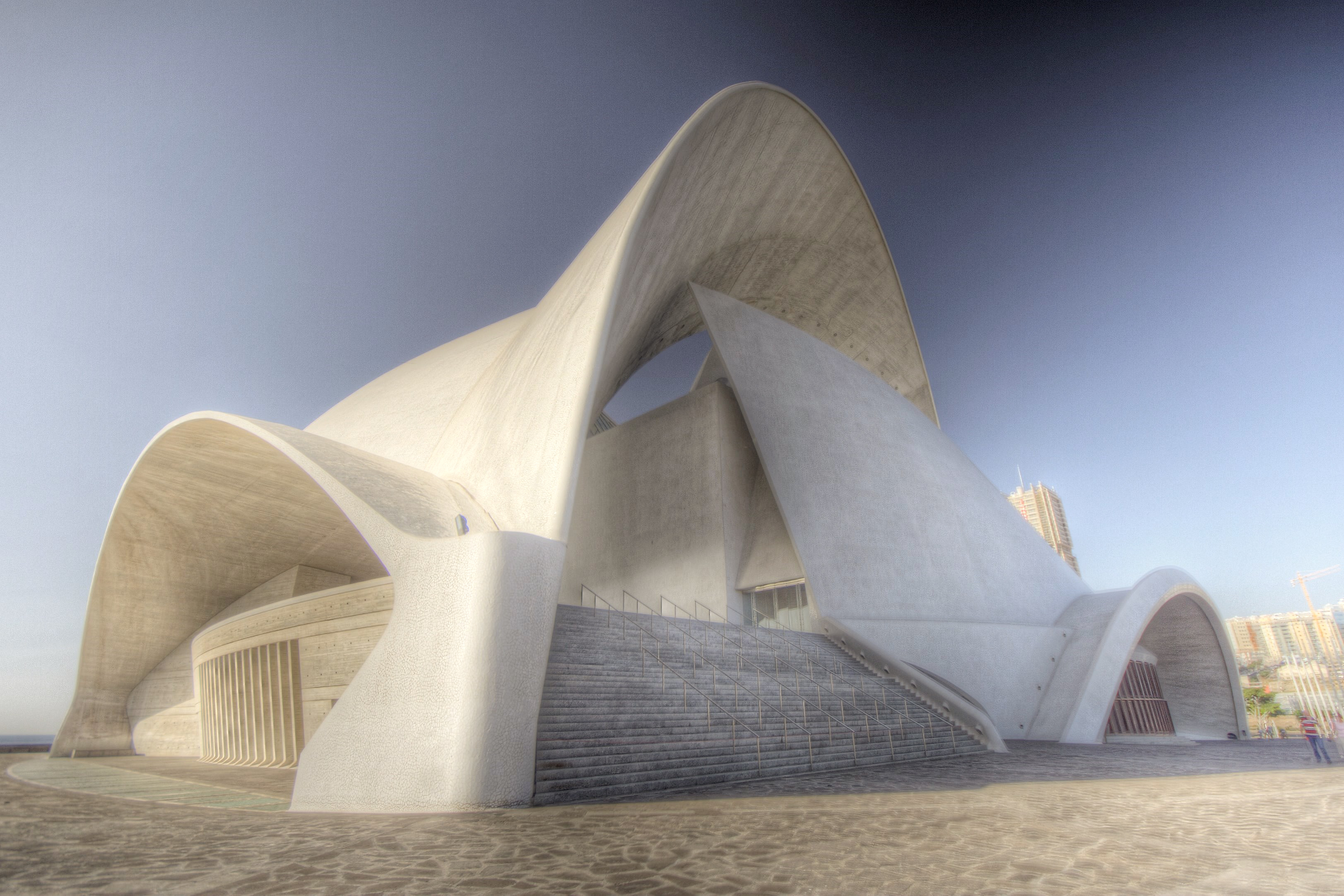
Auditório de Tenerife, visto de trás.
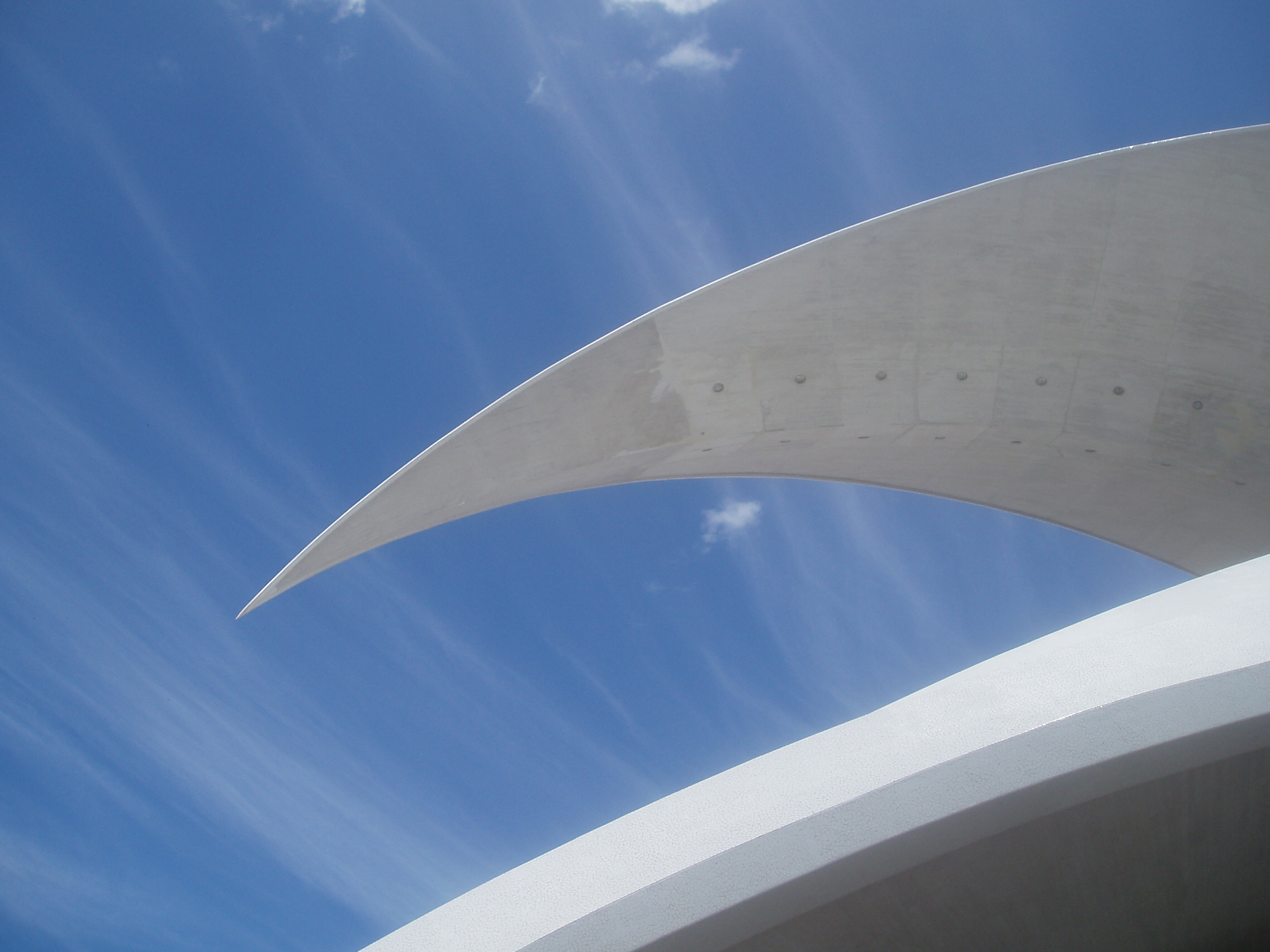
Arco da edifício.
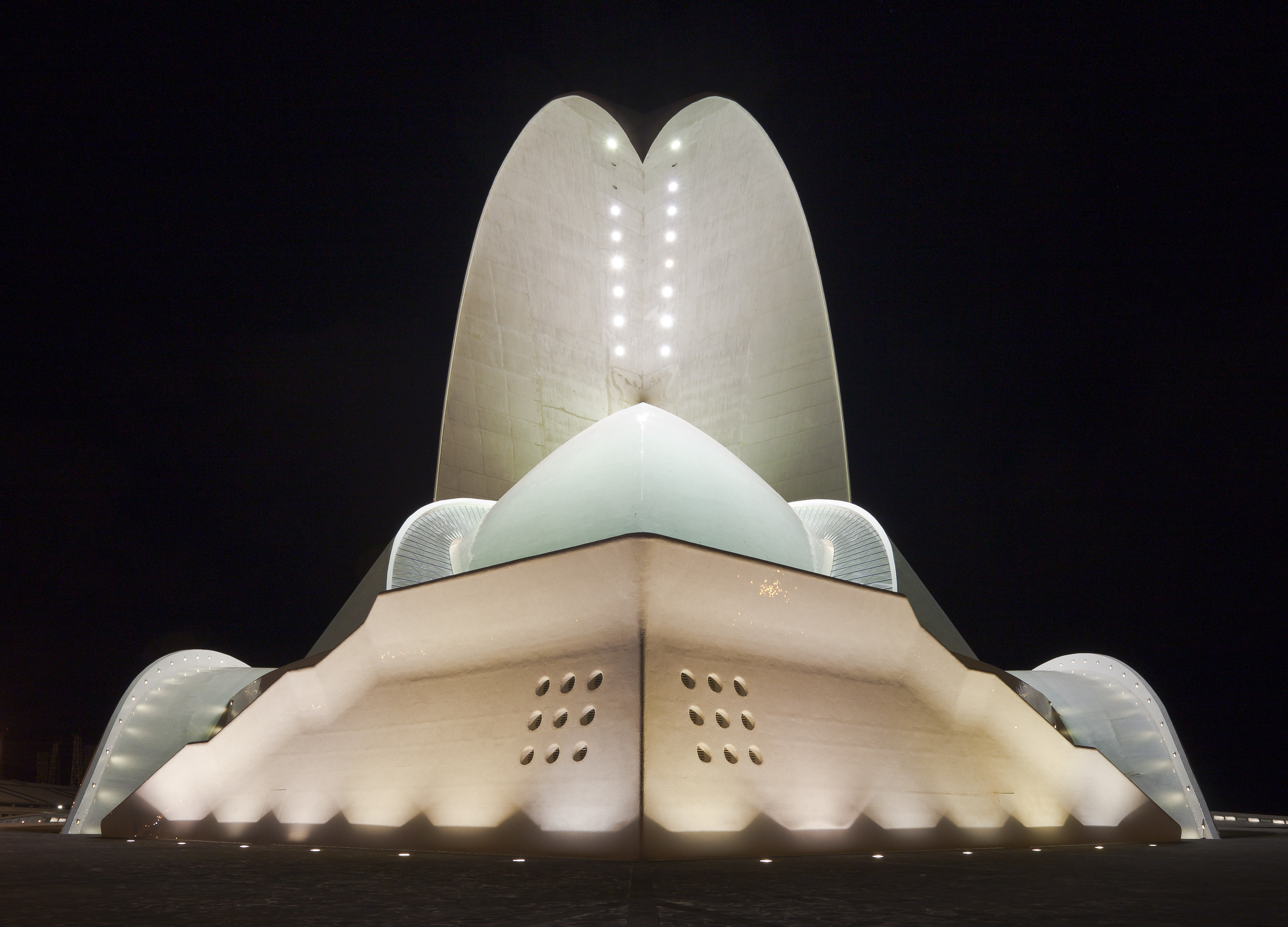
Iluminação noturna.
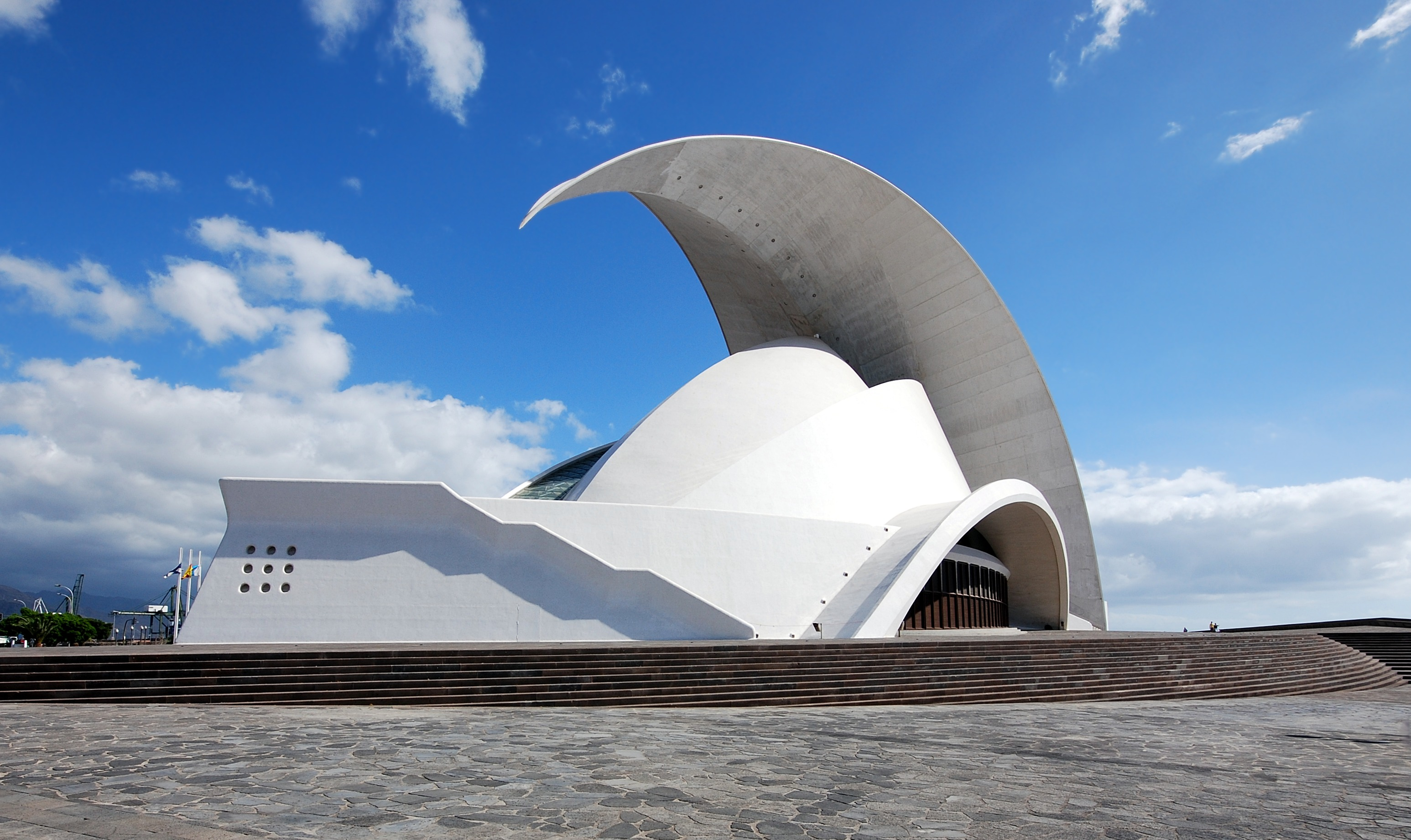
Auditório de Tenerife, símbolo da cidade.